# Outlander: Blood of My Blood
Outlander: Blood of My Blood est une série télévisée américaine créée par Matthew B. Roberts d'après les personnages de Diana Gabaldon. C'est une série préquelle d'Outlander de Ronald D. Moore.
Elle retrace la vie des parents des deux protagonistes de la série originale, Jamie Fraser et Claire Beauchamp.
Elle est diffusée en France depuis 8 août 2025 sur HBO Max.

## Synopsis
Pendant que la Première Guerre mondiale en Europe fait rage, les parents de Claire Beauchamp, Henry et Julia Moriston entretiennent une correspondance qui va les amener à se rencontrer et à se marier. Au XVIIIe siècle en Écosse, les futurs parents de Jamie Fraser se rencontrent. Brian et Ellen MacKenzie font connaissance lors des funérailles du père de cette dernière. En voyage en Écosse, les Beauchamp vont être séparés et se retrouver propulsés en 1714. C'est l'amour qui dirigera les pas de ces deux couples.

## Fiche technique
- Titre original et français : Outlander: Blood of My Blood
- Titre québécois :
- Création : Matthew B. Roberts
- Réalisation : Jamie Payne, Azhur Saleem, Emer Conroy et Matthew Moore
- Scénario : Matthew B. Roberts, Macy Grace Smolsky, Kiersten Van Horne, Taylor Mallory et Diana Gabaldon d'après sa série de romans Le Chardon et le Tartan (1991-)
- Musique : Bear McCreary
- Production : Michael O'Halloran, Taylor Mallory et Ellen McDonald
  - Producteurs exécutif : Matthew B. Roberts, Maril Davis, Ronald D. Moore et Jim Kohlberg
- Sociétés de production : Tall Ship Productions, Story Mining and Supply Company, Left Bank Pictures et Sony Pictures Television
- Sociétés de distribution : Starz
- Pays d'origine :  États-Unis
- Lieu de tournage : Écosse
- Langue originale : anglais et gaélique écossais
- Genre : drame, fantasy, historique, amour, aventures
- Durée : 60 minutes
- Dates de diffusion :
  - États-Unis : 8 août 2025 sur Starz
  - France : 8 août 2025 sur HBO Max

## Distribution
- Hermione Corfield () : Julia Moriston, la mère de Claire Randall (née Beauchamp) / Fraser
- Jeremy Irvine () : Henry Beauchamp, le père de Claire
- Harriet Slater () : Ellen MacKenzie, la mère de James « Jamie » Alexander Malcolm Fraser
- Jamie Roy () : Brian Fraser, le père de Jamie
- Tony Curran () : Lord Lovat, le grand-père de Jamie
- Rory Alexander () : Murtagh Fitzgibbons Fraser
- Sam Retford () : Dougal MacKenzie
- Seamus McLean Ross () : Colum MacKenzie
- Conor MacNeill () : Ned Gowan
- Peter Mullan () : Jacob le roux MacKenzie

## Production
En juin 2025, avant même la sortie de la saison 1, il est annoncé une saison 2.

## Épisodes

### Première saison (2025)
1. Providence (Providence)
2. S.W.A.K. (S.W.A.K. (Sealed with a Kiss))
3. - (School of the Moon)
4. - (A Soldier's Heart)
5. - (Needfire)
6. - (Birthright)
7. - (Luceo Non Uro)
8. - (A Virtuous Woman)
9. - (Braemar)
10. - (Something Borrowed)